# L'Eau de feu
L'Eau de feu est le huitième album de la série de bande dessinée Buddy Longway, paru en 1979.

## Personnages
- César : trappeur.
- Jean Giraud et Nancy (sa femme) : « épiciers » au fort.
- Cheval qui Bouge : chef Black Feet.